# Szermierka na Letnich Igrzyskach Olimpijskich 1980
Szermierka na XXII Letnich Igrzyskach Olimpijskich w Moskwie była rozgrywana od 22 do 31 lipca 1980 roku. Zawody odbywały się w hali Kompleksu Sportowego CSKA. 

## Klasyfikacja medalowa
| Lp. | Państwo | złoto | srebro | brąz | Razem |
| --- | ------- | ----- | ------ | ---- | ----- |
| 1   | Francja | 4     | 1      | 1    | 6     |
| 2   | ZSRR    | 3     | 3      | 2    | 8     |
| 3   | Szwecja | 1     | 0      | 0    | 1     |
| 4   | Węgry   | 0     | 2      | 3    | 5     |
| 5   | Polska  | 0     | 1      | 2    | 3     |
| 6   | Włochy  | 0     | 1      | 0    | 1     |

## Medaliści

### Mężczyźni
| Złoto                                                                                            | Srebro                                                                                            | Brąz                                                                                                   |
| Floret                                                                                           |                                                                                                   | |
| Władimir Smirnow                                                                                 | Pascal Jolyot                                                                                     | Aleksandr Romankow                                                                                     |
| Francja Frédéric Pietruszka · Didier Flament · Pascal Jolyot · Philippe Bonnin · Bruno Boscherie | ZSRR Aleksandr Romankow · Władimir Smirnow · Sabirżan Ruzijew · Aszot Karagjan · Władimir Łapicki | Polska Adam Robak · Bogusław Zych · Lech Koziejowski · Marian Sypniewski                               |
| Szpada                                                                                           |                                                                                                   | |
| Johan Harmenberg                                                                                 | Ernő Kolczonay                                                                                    | Philippe Riboud                                                                                        |
| Francja Philippe Boisse · Hubert Gardas · Philippe Riboud · Patrick Picot · Michel Salesse       | Polska Andrzej Lis · Mariusz Strzałka · Leszek Swornowski · Ludomir Chronowski · Piotr Jabłkowski | ZSRR Aszot Karagjan · Aleksandr Abuszachmietow · Aleksandr Możajew · Boris Łukomski · Władimir Smirnow |
| Szabla                                                                                           |                                                                                                   | |
| Wiktor Krowopuskow                                                                               | Michaił Burcew                                                                                    | Imre Gedővári                                                                                          |
| ZSRR Wiktor Sidiak · Władimir Nazłymow · Wiktor Krowopuskow · Michaił Burcew · Nikołaj Alochin   | Włochy Mario Aldo Montano · Michele Maffei · Ferdinando Meglio · Marco Romano · Giovanni Scalzo   | Węgry Imre Gedővári · Pál Gerevich · Ferenc Hammang · Rudolf Nébald · György Nébald                    |

### Kobiety
| Złoto | Srebro                                                                                         | Brąz                                                                                                   |
| Floret |                                                                                                | |
| Pascale Trinquet-Hachin | Magda Maros                                                                                    | Barbara Wysoczańska                                                                                    |
| Francja Pascale Trinquet-Hachin · Brigitte Latrille-Gaudin · Christine Muzio · Isabelle Boéri-Bégard · Véronique Brouquier | ZSRR Walentina Sidorowa · Naila Gilazowa · Jelena Biełowa · Irina Uszakowa · Łarisa Cagarajewa | Węgry Magda Maros · Edit Kovács · Ildikó Schwarczenberger-Tordasi · Zsuzsanna Szőcs · Gertrúd Stefanek |

## Uczestnicy
W zawodach udział wzięło 182 szermierzy z 20 krajów:

- Algieria (1)
- Australia (3)
- Belgia (3)
- Bułgaria (3)
- Czechosłowacja (7)
- Dania (1)
- Finlandia (5)
- Francja (16)
- Hiszpania (4)
- Kuba (12)
- Kuwejt (9)
- Liban (2)
- Polska (18)
- Rumunia (18)
- Szwecja (6)
- Węgry (18)
- Wielka Brytania (11)
- Włochy (13)
- RFN (14)
- ZSRR (17)